# Arthur Gardiner Butler
Pour les articles homonymes, voir Butler.
Arthur Gardiner Butler, né le 27 juin 1844 à Londres et mort le 28 mai 1925 à Beckenham dans le Kent, est un zoologiste britannique.

## Biographie
Il travaille au British Museum et fait paraître de nombreux travaux de taxinomie sur les oiseaux, les insectes et les araignées.
Il fait paraître, en entomologie : Catalogue of diurnal lepidoptera of the family Satyridae in the collection of the British Museum (1868), Catalogue of Diurnal Lepidoptera Described by Fabricius in the Collection of the British Museum (1870), Lepidoptera Exotica, or, Descriptions and illustrations of exotic lepidoptera (1869-1874),
Tropical Butterflies and Moths (1873), Catalogue of the Lepidoptera of New Zealand (1874), The butterflies of Malacca (1879).
En ornithologie, on peut citer Foreign birds for cage and aviary (qui paraissent à partir de 1869), Order Passeres... (1896-1897) qui est illustré par Frederick William Frohawk (1861-1946), British Birds’ Eggs: a handbook of British oölogy, un ouvrage en chromolithographie illustré par Butler lui-même (1886).
Il publie également des articles sur des araignées d’Australie, des Galapagos, de Madagascar, etc.

## Liste partielle des publications
- Avec Herbert Druce (1846-1913), Descriptions of new genera and species of Lepidoptera from Costa Rica. Cistula entomologica, 1 : 95–118 (1872).